# Aimé Clariond
Répertoire
Principales représentations théâtrales :

- Le Misanthrope de Molière
- Le Soulier de satin de Paul Claudel
- Les Mal-aimés de François Mauriac

Aimé Clariond est un acteur français né le 10 mai 1894 à Périgueux (Dordogne) et mort le 31 décembre 1959 à Neuilly-sur-Seine.

## Biographie
Fils d'un couple d'artistes dramatiques, Aimé Marius Clariond naît à Périgueux au hasard d'une tournée théâtrale de ses parents.
Aimé Clariond est très marqué par la Première Guerre mondiale à laquelle il a participé. Mobilisé dans l'infanterie le 12 septembre 1914, il est promu caporal en décembre et sergent en mai 1915. Il est blessé d'une balle dans la poitrine le 15 mai 1915 à Neuville-Saint-Vaast. Revenu au front dans les rangs du 101e régiment d'infanterie en décembre, il est fait prisonnier de guerre le 1er juin 1916 devant le Fort de Vaux. Le sergent Clariond est interné au camp de Chemnitz dont il est rapatrié en décembre 1918. Versé dans une section de Commis et ouvriers d'administration, il est finalement rendu à la vie civile le 11 septembre 1919.
Il est décoré de la Croix de guerre.
Il n'a jamais pu intégrer le Conservatoire : il est recalé à trois reprises au concours d'entrée.
Il entre au théâtre de l'Odéon, où il interprète les « classiques », en 1921, avant de rejoindre, à partir de 1926, la troupe d'André Antoine puis celle de Lugné-Poe au théâtre de l'Œuvre. Il entame parallèlement une carrière au cinéma qui s’avérera exceptionnelle pour un comédien de théâtre.
Il est engagé comme pensionnaire à la Comédie-Française le 1er mars 1936 par Édouard Bourdet qui vient d'être nommé administrateur général par le gouvernement du Front populaire. Il est nommé sociétaire dès l'année suivante le 1er mars 1937. Il en démissionne le 1er septembre 1946. Réengagé en qualité de pensionnaire le 1er décembre 1948, il est réintégré au rang de sociétaire le 1er janvier 1950. Il le demeure jusqu'à sa mort en 1959.
En 1939, il est classé dans l'affectation spéciale au titre de la Comédie-Française. Sous l'Occupation, il se prévaut d'avoir appartenu à la Résistance au sein du Front National.
Aimé Clariond a interprété le répertoire classique : Alceste du Misanthrope de Molière, Othello dans Othello de Shakespeare, Antoine dans Antoine et Cléopâtre, adapté par Gide, mis en scène par Barrault ou Le Carrosse du Saint-Sacrement de Prosper Mérimée (qu'il joue avec Maria Casarès) ou contemporain dans Le Soulier de satin de Paul Claudel, François Mauriac (Asmodée et Les Mal-aimés) ou Port-Royal de Montherlant dont il interprète le rôle principal en alternance avec Jean Debucourt.
Il est décoré de la Légion d'honneur en 1954.
Il meurt dans la nuit du 31 décembre 1959 au 1er janvier 1960. Il vivait au moulin de Troissereux dans l'Oise. Il est inhumé à Fouquenies (Oise) le 4 janvier 1960. En son honneur, la Comédie-Française fait relâche exceptionnellement ce jour-là.

### Vie privée
Le 24 septembre 1921, Aimé Clariond se marie une première fois avec Marie Louise Marthe Richard (1898-1981) à Vichy, dans l'Allier. Le couple aura une fille Jacqueline née en 1922. Ils divorcent le 10 juillet 1941.
Au milieu des années 1930, il fait la connaissance de la comédienne Renée Simonot, pensionnaire du théâtre de l'Odéon, avec laquelle il a une fille, Danielle, née en 1936. Le couple se sépare peu de temps après. Renée Simonot se remarie en 1940 avec le comédien Maurice Dorléac avec lequel elle a trois filles comédiennes : Françoise, Catherine et Sylvie.
Il entretient ensuite une relation avec sa camarade du théâtre français Jeanne Sully, fille du tragédien Mounet-Sully, avec qui il aura deux enfants : Marie-Thérèse dite « Clarionde » née en 1938, et François Aimé, né en 1942.
Il épouse ensuite Irène Morozov (1912-1998), de nationalité russe et fille adoptive de Pierre O'Connell, avec laquelle il a deux enfants, Bernard Clariond, (1938-2000) et Irène France Aimée (1944-1998).
Il entretient durant les cinq dernières années de sa vie une relation avec la comédienne Paulette Simonin.

## Théâtre

### Comédie-Française
1. Fouché, Madame Sans-Gêne, Victorien Sardou et Émile Moreau, 7 mars 1936
2. Abbé Daniel, Le Duel, Henri Lavedan, 17 mars 1936
3. Eylert Loevborg, Hedda Gabler, Henrik Ibsen, mise en scène  Lugné-Poe, 30 mars 1936
4. Pilate, La Passion, Edmond Haraucourt, 8 avril 1936
5. Carnot, Le Sang de Danton, Saint-Georges de Bouhélier, 2 mai 1936
6. Étienne Fériaud, Amoureuse, Georges de Porto-Riche, 23 juillet 1936
7. Georges Boulain, L'Âne de Buridan, Flers et Gaston Arman de Caillavet, 23 juillet 1936
8. Constant Jennelot, Le Secret, Henri Bernstein, 12 août 1936
9. Alceste, Le Misanthrope, Molière, mise en scène Jacques Copeau, 7 décembre 1936
10. Jacques, Christine, Paul Géraldy, 2 février 1937
11. Alcandre, L'Illusion, Corneille, mise en scène Louis Jouvet, 15 février 1937
12. Laureney, Le Simoun, Henri-René Lenormand, mise en scène Gaston Baty, 22 juin 1937
13. Ormin, Les Fâcheux, Molière, 4 novembre 1937
14. Le Marquis, La Critique de l'École des femmes, Molière, 30 décembre 1937
15. Vagret, La Robe rouge, Eugène Brieux, 1er février 1938
16. Fivière, Le Veuf, Carmontelle, 24 février 1938
17. Thibaudier, La Comtesse d'Escarbagnas, Molière, 7 mars 1938
18. Blaise Couture, Asmodée, François Mauriac, mise en scène Jacques Copeau, 15 juillet 1938
19. Restif de la Bretonne, Tricolore, Pierre Lestringuez, mise en scène Louis Jouvet, 13 octobre 1938
20. Un tire-laine, Cyrano de Bergerac, Edmond Rostand, mise en scène Pierre Dux, 18 décembre 1938
21. Le Bret, Cyrano de Bergerac, Edmond Rostand, mise en scène Pierre Dux, 21 janvier 1939
22. Bellerose, Cyrano de Bergerac, Edmond Rostand, mise en scène Pierre Dux, 3 mars 1939
23. Jacques Clément, Les Trois Henry, André Lang, 21 mars 1939
24. Marivon, L'Indiscret, Edmond Sée, 17 avril 1939
25. Un cadet, Cyrano de Bergerac, Edmond Rostand, mise en scène Pierre Dux, 18 juin 1939
26. Jérôme Courvoisier, Le Jeu de l'amour et de la mort, Romain Rolland, mise en scène Denis d'Inès, 5 juillet 1939
27. Ligneray, La Belle Aventure, Gaston Arman de Caillavet, Flers & Arène, 14 octobre 1939
28. Montmeyrand, Le Gendre de monsieur Poirier, Émile Augier & Jules Sandeau, 19 octobre 1939
29. Don Andrès de Ribera, Le Carrosse du Saint-Sacrement, Prosper Mérimée, mise en scène Jacques Copeau, 3 mars 1940
30. Le Baron, On ne badine pas avec l'amour, Alfred de Musset, mise en scène Pierre Bertin, 5 mars 1940
31. Don Gormas, Le Cid, Pierre Corneille, 6 juin 1940
32. Le Duc Orsino, La Nuit des rois, William Shakespeare, mise en scène Jacques Copeau, 23 décembre 1940
33. Trielle, La Paix chez soi, Georges Courteline, 9 mars 1941
34. André del Sarto, Andrea del Sarto, Alfred de Musset, mise en scène Jean Debucourt, 19 mai 1941
35. Rafaël, Les Marrons du feu, Alfred de Musset, mise en scène Jean Martinelli, 27 avril 1942
36. Arnolphe, L'École des femmes, Molière, 19 novembre 1942
37. Don Camille, Le Soulier de satin, Paul Claudel, mise en scène Jean-Louis Barrault, 27 novembre 1943[réf. souhaitée]
38. Monsieur Diafoirus, Le Malade imaginaire, Molière, mise en scène Jean Meyer, 28 octobre 1944
39. Don Salluste, Ruy Blas, Victor Hugo, mise en scène Pierre Dux, 7 décembre 1944
40. Monsieur de Virelade, Les Mal-aimés, François Mauriac, mise en scène Jean-Louis Barrault, 1er mars 1945
41. Marc-Antoine, Antoine et Cléopâtre, William Shakespeare/André Gide, mise en scène Jean-Louis Barrault, 30 avril 1945
42. le Roi, Le Roi, Gaston Arman de Caillavet, Robert de Flers et Emmanuel Arène, 10 mai 1949
43. Charles Quint, Jeanne la Folle, François Aman-Jean, Comédie-Française au Théâtre de l'Odéon, 14 novembre 1949
44. Rivelot, Le Roi, Gaston Arman de Caillavet, Robert de Flers et Emmanuel Arène, 31 décembre 1949
45. Othello, Othello, William Shakespeare/Georges Neveux, mise en scène Jean Meyer, 11 janvier 1950
46. Don Andrès de Ribera, Le Carrosse du Saint-Sacrement de Prosper Mérimée, mise en scène Jacques Copeau, Comédie-Française au Aldwych Theatre Londres
47. Dorante, Le Bourgeois gentilhomme, Molière, mise en scène Jean Meyer, 2 décembre 1951
48. Narcisse, Britannicus, Jean Racine, mise en scène Jean Marais, 14 janvier 1952
49. Edgar, En attendant l’aurore, Madame Simone, mise en scène Julien Bertheau, 17 février 1954
50. l’archevêque Beaumont de Péréfixe, Port-Royal, Henry de Montherlant, mise en scène Jean Meyer, 23 février 1955
51. Numa, Le Pavillon des enfants, Jean Sarment, mise en scène Julien Bertheau, 24 mai 1955
52. Filerin, L'Amour médecin, Molière, mise en scène Jean Meyer, 15 janvier 1956
53. Thénardier, Les Misérables, Paul Achard d’après Victor Hugo, mise en scène Jean Meyer, 9 janvier 1957

### Hors Comédie-Française
- 1926 : Dalilah de Paul Demasy, Théâtre de l'Odéon
- 1926 : Parmi les loups de Georges-Gustave Toudouze, mise en scène Firmin Gémier, Théâtre de l'Odéon
- 1926 : Le Bonheur du jour d'Edmond Guiraud, Théâtre de l'Odéon
- 1926 : Le Dernier Empereur de Jean-Richard Bloch, mise en scène Armand Bour, Théâtre de l'Odéon
- 1928 : Le Jeu de l'amour et de la mort de Romain Rolland, mise en scène Firmin Gémier, Théâtre de l'Odéon
- 1928 : La Belle Aventure de Gaston Arman de Caillavet, Robert de Flers, Étienne Rey, Théâtre de l'Odéon
- 1928 : Amours de Paul Nivoix, Théâtre de l'Odéon
- 1928 : Le Cercle (The Circle) de William Somerset Maugham, mise en scène Lucien Rozenberg, Théâtre des Ambassadeurs
- 1929 : Le Beau Métier d'Henri Clerc, Théâtre de l'Odéon
- 1930 : Boën ou la possession des biens de Jules Romains, mise en scène Alexandre Arquillière, Théâtre de l'Odéon
- 1932 : 145, Wall Street de George S. Brooks (en) et Walter B. Lister[8], Théâtre du Gymnase
- 1933 : Le Cercle (The Circle) de William Somerset Maugham, mise en scène Lucien Rozenberg, Théâtre des Ambassadeurs
- 1933 : Lundi 8 heures de George S. Kaufman et Edna Ferber, mise en scène Jacques Baumer, Théâtre des Ambassadeurs
- 1933 : Milmort de Paul Demasy, mise en scène Paulette Pax, Théâtre de l'Œuvre
- 1934 : Miss Ba de Rudolf Besier, mise en scène Lugné-Poe, Théâtre des Ambassadeurs
- 1935 : Hommage des acteurs à Pirandello : Comme avant, mieux qu'avant de Luigi Pirandello, Théâtre des Mathurins
- 1935 : Y'avait un prisonnier de Jean Anouilh, Théâtre des Ambassadeurs
- 1945 : Les Mal-aimés de François Mauriac, mise en scène Jean-Louis Barrault, Théâtre des Célestins, tournée
- 1946 : Tous les deux de Michel Dulud, mise en scène Aimé Clariond, Théâtre des Célestins
- 1947 : La Termitière de Bernard-Charles Miel, mise en scène Aimé Clariond, Théâtre des Célestins, Théâtre Antoine
- 1947 : Tous les deux de Michel Dulud, mise en scène Aimé Clariond, Théâtre Antoine
- 1947 : Le Carrosse du Saint-Sacrement de Prosper Mérimée, mise en scène Aimé Clariond, Théâtre Antoine
- 1947 : Le Misanthrope de Molière, mise en scène Aimé Clariond, Théâtre Antoine, Théâtre des Célestins
- 1947 : Azraël d'André Josset[9], mise en scène Aimé Clariond, Théâtre des Célestins
- 1947 : Le Carrosse du Saint-Sacrement de Prosper Mérimée, mise en scène Aimé Clariond, Théâtre des Célestins
- 1948 : Othello de William Shakespeare, Théâtre des Célestins
- 1948 : Milmort de Paul Demasy, mise en scène Aimé Clariond, Théâtre des Célestins
- 1950 : Monsieur de Saint-Obin de H. M. Harwood, mise en scène Aimé Clariond, Théâtre des Célestins
- 1951 : La Soif d'Henri Bernstein, Théâtre des Célestins, tournée Karsenty
- 1951 : Le Soulier de satin de Paul Claudel, mise en scène Jean-Louis Barrault, Théâtre des Célestins
- 1952 : Le Venin de Henri Bernstein, mise en scène de l'auteur, Théâtre des Célestins, tournée Herbert
- 1952 : Antoine et Cléopâtre de William Shakespeare, mise en scène Jean-Louis Barrault, Théâtre des Célestins
- 1953 : Les Mal-Aimés de François Mauriac, mise en scène Jean-Louis Barrault, Théâtre des Célestins
- 1954 : La Corde de Patrick Hamilton, mise en scène Jean Darcante, Théâtre des Célestins, tournée Herbert
- 1957 : À la monnaie du Pape de Louis Velle, Théâtre des Célestins
- 1957 : L'École des femmes de Molière, Théâtre des Célestins
- 1958 : Romanoff et Juliette de Peter Ustinov, mise en scène Jean-Pierre Grenier, tournée Herbert

### Metteur en scène
- 1946 : Tous les deux de Michel Dulud, Théâtre des Célestins
- 1947 : La Termitière de Bernard-Charles Miel, Théâtre des Célestins, Théâtre Antoine
- 1947 : Le Misanthrope de Molière, Théâtre Antoine, Théâtre des Célestins
- 1947 : Le Carrosse du Saint-Sacrement de Prosper Mérimée, Théâtre des Célestins
- 1947 : Azraël d'André Josset[10], Théâtre des Célestins
- 1948 : Milmort de Paul Demasy, Théâtre des Célestins
- 1950 : Monsieur de Saint-Obin de H. M. Harwood, Théâtre des Célestins

## Filmographie
- 1931 : Les Frères Karamazoff de Fedor Ozep : Ivan Karamazoff
- 1932 : L'Amoureuse Aventure de Wilhelm Thiele
- 1932 : Occupe-toi d'Amélie de Richard Weisbach[11] et Marguerite Viel : Étienne
- 1933 : La Voix sans visage (ou La Voix du châtiment) de Leo Mittler : Maître Clément
- 1933 : Mariage à responsabilité limitée de Jean de Limur
- 1934 : La Belle de nuit, de Louis Valray : Claude Davène
- 1934 : Le Prince Jean de Jean de Marguenat : Le baron d'Arnheim
- 1934 : Sans famille de Marc Allégret : James Miligan
- 1935 : Lucrèce Borgia d'Abel Gance : Niccollo Machiavelli
- 1935 : Soir d'orage - court métrage - de Joseph Guarino-Glavany
- 1935 : La Route impériale de Marcel L'Herbier : Col. Stark
- 1935 : Crime et Châtiment de Pierre Chenal : Loujine
- 1936 : L'Île des veuves de Claude Heymann : Richard Trent
- 1937 : Le Mensonge de Nina Petrovna de Victor Tourjansky : Baron Engern
- 1938 : Le Révolté de Léon Mathot : Commandant Derive
- 1938 : Le Petit Chose de Maurice Cloche : M. Eyssette
- 1938 : La Marseillaise de Jean Renoir : M. de Saint Laurent
- 1938 : Les Disparus de Saint-Agil de Christian-Jaque : M. Boisse, le directeur
- 1938 : Katia de Maurice Tourneur : Comte Schowaloff
- 1939 : Derrière la façade d'Yves Mirande et Georges Lacombe : Président Bernier
- 1939 : Entente cordiale de Marcel L'Herbier : L'ambassadeur de Russie
- 1939 : Coups de feu de René Barberis : Le Capitaine Hans von Mahringer
- 1940 : Paris-New York d'Yves Mirande : M. de Saintonge
- 1940 : De Mayerling à Sarajevo de Max Ophüls : Le prince de Montenuovo
- 1941 : Madame Sans-Gêne de Roger Richebé : Fouché
- 1942 : Mam'zelle Bonaparte de Maurice Tourneur : Le duc de Morny
- 1942 : La Duchesse de Langeais de Jacques de Baroncelli : Le Ronquerolles
- 1942 : L'Homme qui joue avec le feu de Jean de Limur : Monsieur Desert
- 1942 : Le Destin fabuleux de Désirée Clary de Sacha Guitry : Joseph Bonaparte
- 1942 : Les affaires sont les affaires de Jean Dréville : Le marquis de Porcellet
- 1942 : Monsieur La Souris de Georges Lacombe : Simon Negretti
- 1942 : Patricia de Paul Mesnier: Pressart
- 1942 : Le Voile bleu de Jean Stelli : Le juge d'instruction
- 1943 : Le Comte de Monte-Cristo de Robert Vernay : Monsieur de Villefort
- 1943 : L'Auberge de l'abîme de Willy Rozier : Le docteur Thierry
- 1943 : Le Chant de l'exilé d'André Hugon : Riedgo
- 1943 : Le Baron fantôme de Serge de Poligny : L'évêque
- 1943 : Le Soleil de minuit de Bernard Roland : Grégor
- 1943 : Domino de Roger Richebé : Heller
- 1943 : Les Roquevillard de Jean Dréville : Maître Bastard
- 1943 : Donne-moi tes yeux de Sacha Guitry : Jean Laurent
- 1943 : Le Colonel Chabert de René Le Hénaff: Maître Derville
- 1943 : La Valse blanche de Jean Stelli : Le professeur d'Estérel
- 1943 : Ceux du rivage de Jacques Séverac : Rocheteau
- 1944 : La Vie de plaisir d'Albert Valentin : Monsieur de Lormel
- 1944 : L'Enfant de l'amour de Jean Stelli : Rantz
- 1945 : Mademoiselle X de Pierre Billon : Michel Courbet
- 1945 : La Grande Meute de Jean de Limur : Martin du Bocage
- 1945 : J'ai dix-sept ans d'André Berthomieu : Maurice Fleurville
- 1946 : Le Capitan de Robert Vernay : Concini
- 1946 : Monsieur Grégoire s'évade de Jacques Daniel-Norman : M. Berny
- 1946 : Étrange Destin de Louis Cuny : Le professeur Gallois
- 1946 : L'Homme au chapeau rond de Pierre Billon : Michel
- 1947 : Les Aventures de Casanova de Jean Boyer : Don Luis
- 1947 : Le Café du Cadran de Jean Gehret : Lugi
- 1947 : Monsieur Vincent de Maurice Cloche : Le cardinal de Richelieu
- 1947 : La Septième Porte d'André Zwobada : Le fonctionnaire
- 1949 : La Ronde des heures d'Alexandre Ryder : Méry-Mirecourt
- 1949 : La Danseuse de Marrakech de Léon Mathot : Barjac
- 1949 : Fantômas contre Fantômas de Robert Vernay : Bréval
- 1949 : 56, rue Pigalle de Willy Rozier : Ricardo de Montalban
- 1949 : La Ferme des sept péchés de Jean Devaivre : Marquis de Siblas
- 1949 : L'Épave de Willy Rozier : Marcadier
- 1951 : Rue des Saussaies de Ralph Habib : Cortedani
- 1952 : Foyer perdu de Jean Loubignac : Georges
- 1954 : Si Versailles m'était conté... de Sacha Guitry: Rivarol
- 1955 : Napoléon de Sacha Guitry : Corvisart
- 1955 : Je suis un sentimental de John Berry : M de Villeterre
- 1956 : Si Paris nous était conté de Sacha Guitry : Beaumarchais
- 1956 : Le Secret de sœur Angèle de Léo Joannon : Le médecin-chef
- 1956 : Voici le temps des assassins de Julien Duvivier : Monsieur Prévost
- 1956 : Marie-Antoinette reine de France de Jean Delannoy : Louis XV
- 1956 : Les Lumières du soir (Mère abandonnée) de Robert Vernay : Franz Hassler
- 1956 : Sainte Jeanne de Claude Loursais (téléfilm)
- 1957 : Trois jours à vivre de Gilles Grangier : Charlie Bianchi
- 1957 : À pied, à cheval et en voiture de Maurice Delbez : M. de Grandlieu
- 1957 : Nathalie de Christian-Jaque : Le comte Auguste Claude Superbe de Lancy
- 1958 : Les Grandes Familles de Denys de La Patellière : Gérard de La Monnerie
- 1958 : L'Alcade de Zalamea, téléfilm de Marcel Bluwal : Don Lope
- 1959 : Délit de fuite de Bernard Borderie : Aitken
- 1960 : Une fille pour l'été d'Édouard Molinaro : Rosenkranz

## Discographie
- 1960 : La Bible racontée aux jeunes par Aimé Clariond (Livre-Disque Microssillon Atlas Réf. 1 A 25 1027 et 2 A 25 1028)
- 1960 : Le Livre de la jungle 2 : La chasse de Kaa avec Aimé Clariond et Serge Reggiani (Festival Réf. FLD 228 S)